# Anagallis schliebenii
Anagallis schliebenii là một loài thực vật có hoa trong họ Anh thảo. Loài này được Knuth & Mildbr. mô tả khoa học đầu tiên năm 1932.